# Главный полдень
«Главный полдень» — советская научно-фантастическая повесть А. И. Мирера, впервые опубликованная в 1969 году. Повесть является первой частью дилогии «Дом скитальцев», одноимённой со второй повестью дилогии.

## Сюжет
Время в повести не указано, однако по некоторым деталям можно предположить, что действие происходит в 1960-х годах. В Тугарине — городке Н-ской области происходят странные события: люди внезапно хватаются за сердце, произносят: «Здесь красивая местность», — и начинают называть себя различными геометрическими фигурами — от «линий» и «углов» до «девятиугольников». Это не остаётся незамеченным 13-летними подростками — Алёшей Соколовым и Стёпой Сизовым. Ребята состоят в неформальной организации подростков — что-то вроде своеобразного «клуба юных разведчиков» под предводительством бывшего военнослужащего, а ныне директора стрелкового тира и тренера по стрельбе Сурена Давидовича Габриэляна. Сами мальчишки именуют свою организацию «гвардия».
Причиной странных событий оказывается спрятавшийся в лесу в коконе свернутого пространства инопланетный космический корабль. Инопланетяне способны внедрять в человека разум инопланетного существа, при этом внешне человек не меняется, остаются неизменными его привычный язык и манера двигаться, сохраняются также воспоминания: на планету Земля осуществляется вторжение инопланетян.
Для пересадки сознания инопланетяне используют приборы, которые называют «посредниками». Большой посредник замаскирован под обычный пень в лесу, малые — под коробки прямоугольной формы размером с пачку папирос. Они позволяют подсаживать в тела землян «мыслящих» — сознания захватчиков. Радиус действия — несколько шагов.
Посредник не работает через стальной экран, поэтому солдаты, окружившие город, скрывались за бронёй БТР.
Сознание землянина при подсадке полностью подавляется, но воспоминания и технические навыки продолжают оставаться доступными для инопланетянина. В случае успешной подсадки «мыслящего» человек произносит ключевую фразу — пароль новообращённого: «Здесь красивая местность».
Люди с имплантированным разумом, когда полагают, что «аборигены» за ними не наблюдают, грубо смеются — «гогочут».
Впрочем, у инопланетян присутствуют и слабости. Первая — на Земле подсаженные мыслящие могут контролировать не всех людей. Им не подчиняются гении и дети примерно до 16 лет. Вторая — во время первой высадки захватчики вынуждены почти полностью (кроме посредников, крошечных мобильных радиостанций-«слизняков» и лучевого оружия — бластеров) полагаться на техническую инфраструктуру Земли. Всё остальное — от автоматов до связи с эскадрой на орбите через местный радиотелескоп — продукты земных технологий. Третья — захватчики боятся физического уничтожения и избегают уничтожать сами, потому что привыкли считать всех «аборигенов» «материалом» для вторжения.
Сурен Давидович помогает своим воспитанникам разобраться в собранной информации и посылает их поднять тревогу (сам он страдает астмой и малоподвижен). По ходу развития сюжета один из главных героев повести, подросток Стёпа сумел завладеть «посредником» и извлечь «мыслящего», захватившего сознание инженера с радиотелескопа, Вячеслава Борисовича Портнова. Радиотелескоп был для захватчиков важнейшей целью — пришельцы планировали использовать его в качестве «наводчика» для обеспечения приземления эскадры больших кораблей и полного захвата Земли. Инженер поручает Стёпе обесточить радиотелескоп.
Врач Анна Егоровна и освобождённый Стёпой от «мыслящего» инженер с радиотелескопа сумели известить власти СССР о вторжении инопланетян, в результате чего принимаются меры по блокированию Тугарина. Сами ребята остаются в гуще событий — Алёша пробирается к десантному кораблю пришельцев, а Стёпа расстреливает высоковольтную линию и обесточивает радиотелескоп.
Военные блокируют Тугарино и ставят захватчикам ультиматум: уйти под угрозой применения ядерного оружия.

Глядя на кого-то невидимого за рамкой экрана, полковник сказал:
— Послан с ультиматумом. С момента приземления вертолёта нам даётся шестьдесят минут на эвакуацию. Гарантируется безопасность летательных средств в пределах запрошенного нами взлетного коридора.
— После срока ультиматума?
— Ядерная атака.
— Это не блеф?
— Не могу знать. Скорее всего, нет. Настроение подавленное. Вокруг района разворачивается авиадесантная дивизия. Придана часть радиационной защиты.

Прибывшего для переговоров военного из штаба округа инопланетяне делают носителем «мыслящего». Инопланетянин в теле полковника приказывает «объявить эвакуацию, сделать вид, что приняли условия» и перенести срок подачи сигнала на орбиту с 20:00 на 19:45.
Тем не менее Стёпа Сизов обесточивает радиотелескоп до 19:45, разрезав лучом трофейного «бластера» провода на высоковольтной опоре. Сам он при этом чудом остаётся жив — получает сильную травму от удара током. Тем временем инопланетяне, исполняя договорённость с земными военными, проводят демонстративную эвакуацию.
Высадка сорвана. В финале Алёша сообщает, что Вячеслав Борисович, окружëнный пришельцами, покончил с собой, чтобы те из его воспоминаний не получили информации о Стёпе... 
Однако некоторое количество десантников, ранее задействованных в сорванной операции «Прыжок», остаётся на Земле. Они пытаются реализовать новую операцию — «Вирус» — захватить контроль над руководителями наиболее развитых и мощных государств Земли. Эти события описаны в следующей книге «Дом Скитальцев».

## Экранизации
- «Посредник» — трёхсерийный телефильм производства киностудии им. Горького, режиссёр Владимир Потапов, 1990 г.
- «Посредник» — телесериал производства телеканала СТС, реж. Денис Нейманд[1][2]. Съёмки закончены в 2016 году[3][4].
- «Радар» — фантастический сериал. Онлайн-кинотеатр Okko, продюсерский центр Originals Production, кинокомпания MEM Cinema Production. Режиссёр-постановщик Константин Смирнов. Сценаристы — Константин Смирнов и Алексей Безенков. 2024 год. Съёмки проходили в Протвино (Московская область)[5], Вилейке (Минская область)[6], аг. Мышковичи (Могилёвская область), Светлогорске (Гомельская область), на студии «Беларусьфильм» в Минске и др. Роли в сериале исполнили Владислав Абашин, Александр Ильин-мл., Виктория Исакова, Денис Косяков, Анатолий Кот, Павел Юдин, Ксения Кутепова, Матвей Кулагин, Георгий Пытьев, Ростислав Харин и другие.